# 더 위험한 과학책
더 위험한 과학책(How To: Absurd Scientific Advice for Common Real-World Problems)는 미국의 랜들 먼로가 쓴 책으로, 독자들의 질문들에 과학적으로 답변한 것들을 수록하고 있다. 위험한 과학책의 후속작으로 미국에서 2019년 9월 3일에, 대한민국에서는 2020년 1월 21일에 출시되었다.

## 집필과 출판
랜들 먼로는 《위험한 과학책》을 쓰면서 후속작에 대한 아이디어를 얻었다. 이 책을 집필하기 시작했을 때, 그는 물에 빠진 전화기를 말리는 방법에 답변을 하기 위해 노력했으나, 실질적을 답을 찾지 못해 결국 그는 이 질문을 책에 넣지 않기로 결정했다.
또한 랜들 먼로는 "드론 잡는 법"에 답변하기 위해 세리나 윌리엄스에게 테니스 공으로 드론을 맞추게 하였는데, 여기서 드론은 그녀의 남편인 알렉시스 오하니안이 조종했다. 세 번째 시도에서 그녀는 드론을 맞추어 실험에 성공했다.
이 책은 2014년 《위험한 과학책》과 2015년 《Thing Explainer》 이후 출판되어 랜들 먼로의 3번째 책이 되었다.

## 챕터
더 위험한 과학책에는 다음과 같은 질문들에 답을 했던 것을 수록되어 있다.
1. 점프하는 방법
2. 풀파티를 여는 방법
3. 구멍을 파는 방법
4. 피아노를 치는 방법
5. 비상착륙하는 방법
6. 강을 건너는 방법
7. 움직이는 방법
8. 집이 움직이지 않게 하는 방법
9. 용암 해자를 만드는 방법
10. 물건을 던지는 방법
11. 축구를 하는 방법
12. 날씨를 예측하는 방법
13. 태그 재생 방법
14. 스키를 타는 방법
15. 패키지 발송 방법
16. 집에 전력을 공급하는 방법 (지구)
17. 집에 전력을 공급하는 방법 (화성)
18. 친구를 만드는 방법
19. 파일을 전송하는 방법
20. 휴대폰을 충전하는 방법
21. 셀카를 찍는 방법
22. 드론을 잡는 방법
23. 당신이 90년대 아이인지 말하는 방법
24. 선거에서 당선되는 방법
25. 나무를 장식하는 방법
26. 빠르게 다른 곳으로 가는 방법
27. 제시간에 도착하는 방법
28. 이 책을 폐기하는 방법

## 반응
더 위험한 과학책은 출판 직후 아마존과 뉴욕타임즈 베스트셀러 1위를 기록하고 17개국의 언어로 번역되어 출간되었다. 또한 이 책은 비평가들에게도 호평을 받았다. CNET의 스티븐 샹클랜드(Stephen Shankland)는 이 책이 배울 것이 많으면서도 재미있다고 말했으며, 이 책의 특이한 질문들을 웃기고 묘사스런 말로 답변해주는 것이 흥미로웠다고 말했다. 퍼블리셔스 위클리(Publishers Weekly)는 이 책이 "먼로의 막대인간에 예술을 더했다"며, 대부분의 답변이 유머스러웠다고 설명했다.